# Syn otetschestwa

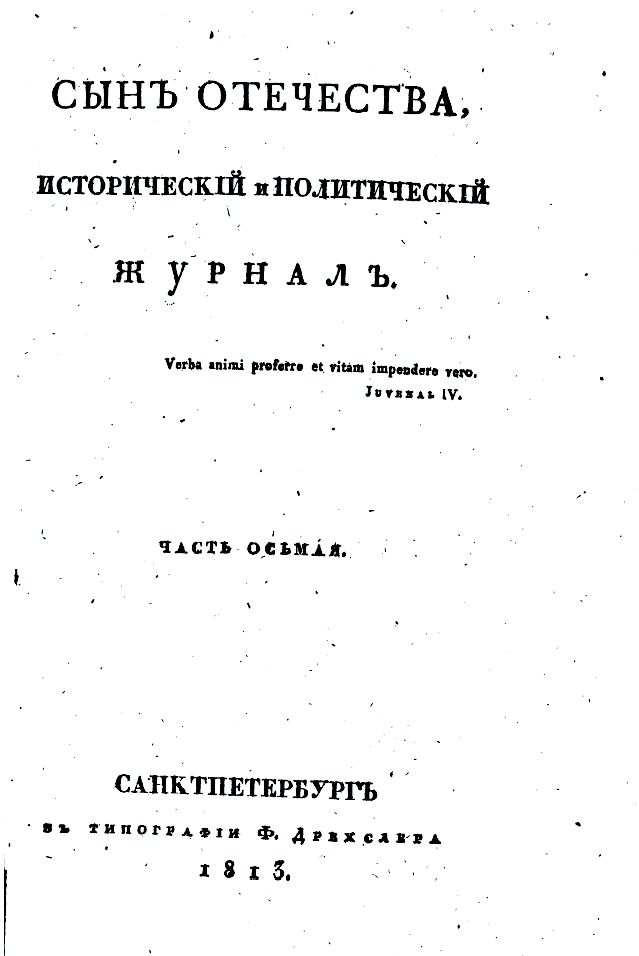
Titelblatt anno 1813

Syn otetschestwa (russisch Сын отечества, Sohn des Vaterlandes) war eine Literaturzeitschrift, die als historisch-politisches Journal von 1812 bis April 1852 in Sankt Petersburg wöchentlich in russischer Sprache erschien.

## Überblick
Bis 1838 gab der Philologe Nikolai Gretsch, ab 1825 unterstützt von dem Literaturkritiker Faddei Bulgarin, die Zeitschrift heraus.
Anfangs hatte das Thema Vaterländischer Krieg den russischen Leser stark angezogen. Das änderte sich spätestens 1825 nach der Thronbesteigung Nikolaus I. Die liberal gesinnte Leserschaft bevorzugte zunehmend solche Blätter wie Alexander Puschkins Sowremennik (Der Zeitgenosse) oder auch Pawel Swinjins (1787‒1839) Otetschestwennye Sapiski (Vaterländische Notizen). Gretsch musste 1838 das Blatt an Alexander Smirdin verkaufen. Spätere Herausgeber waren der Historiker Nikolai Polewoi,  der Literaturhistoriker Alexander Nikitenko und der polnische Orientalist Ossip Senkowski.
Der Name der Zeitung lebte in den Jahren 1856–1861 sowie 1862–1901 in zwei aufeinander folgenden Journalen fort.

## Autoren
Konstantin Batjuschkow und Gawriil Derschawin wirkten anfangs als Autoren. Iwan Krylow steuerte Fabeln bei. Alexei Wenezianow schuf Illustrationen.
1816–1825 bestimmten Dekabristen und ihnen nahe stehende Köpfe den Geist des Blattes mit – beispielsweise Alexander Puschkin, der Übersetzer Wassili Schukowski, die Lyriker Anton Delwig, Wilhelm Küchelbecker und Kondrati Rylejew, die Schriftsteller Alexander Bestuschew, Fjodor Glinka und Pjotr Wjasemski sowie der Dramatiker Alexander Gribojedow.
1816 setzten sich der Übersetzer Nikolai Gneditsch mit Gribojedow über Pawel Katenins freier Übertragung von Bürgers Lenore auseinander.
Wissarion Belinski profilierte sich später als Kritiker.